# Yucaipa
Yucaipa és una població dels Estats Units a l'estat de Califòrnia. Segons el cens del 2000 tenia 41.207 habitants.

## Demografia
Segons el cens del 2000, Yucaipa tenia 41.207 habitants, 15.193 habitatges, i 10.680 famílies. La densitat de població era de 572,7 habitants/km².
Dels 15.193 habitatges en un 35,4% hi vivien nens de menys de 18 anys, en un 54,2% hi vivien parelles casades, en un 11,6% dones solteres, i en un 29,7% no eren unitats familiars. En el 25,3% dels habitatges hi vivien persones soles el 13,4% de les quals corresponia a persones de 65 anys o més que vivien soles. El nombre mitjà de persones vivint en cada habitatge era de 2,67 i el nombre mitjà de persones que vivien en cada família era de 3,21.
Per edats la població es repartia de la següent manera: un 28,5% tenia menys de 18 anys, un 7,6% entre 18 i 24, un 27,2% entre 25 i 44, un 21,2% de 45 a 60 i un 15,5% 65 anys o més.
L'edat mediana era de 37 anys. Per cada 100 dones de 18 o més anys hi havia 88,4 homes.
La renda mediana per habitatge era de 39.144 $ i la renda mediana per família de 48.683 $. Els homes tenien una renda mediana de 40.480 $ mentre que les dones 25.957 $. La renda per capita de la població era de 18.949 $. Entorn del 8,8% de les famílies i l'11,2% de la població estaven per davall del llindar de pobresa.

## Poblacions properes
El següent diagrama mostra les poblacions més properes.